# یواس‌اس شویلر (ای‌کی-۲۰۹)
یواس‌اس شویلر (ای‌کی-۲۰۹) (به انگلیسی: USS Schuyler (AK-209)) یک کشتی بود که طول آن 388' 8" بود. این کشتی در سال ۱۹۴۵ ساخته شد.